# Вулиця Таманяна
Вулиця Таманяна (вірм. Թամանյան փողոց) — пішохідна вулиця в Єревані, Вірменія. Розташована в Центральному районі Кентрон і пов'язує Єреванський Каскад на півночі з вулицею Московян на півдні. Свою назву вулиця отримала в честь головного архітектора Єревана Олександра Таманяна. Пам'ятник Таманяну стоїть на початку вулиці з 1974 року.

## Положення вулиці
Вулиця Таманяна фактично являє собою продовження Північного проспекту. Вона відходить на північ від вулиці Московян, перетинає вулицю Ісаакяна й закінчується у Єреванського Каскаду. Вулиця Таманяна має довжину близько 200 м і завширшки близько 55 м.

## Історія
Вулиця Таманяна запроектована ще у генеральному плані 1924 року, як частина Північного каскаду, який повинен був зв'язати центральну і північну частини міста. Вулиця була сформована до 1960-х років, ансамбль Каскаду був завершений пізніше. Вулиця спланована у вигляді бульвару з басейнами, фонтанами і квітниками. На її початку з боку Театральної площі побудовані два 9-поверхових будинки-башти (архітектори О. Бабаджанян і В. Гусян).

## Пам'ятки

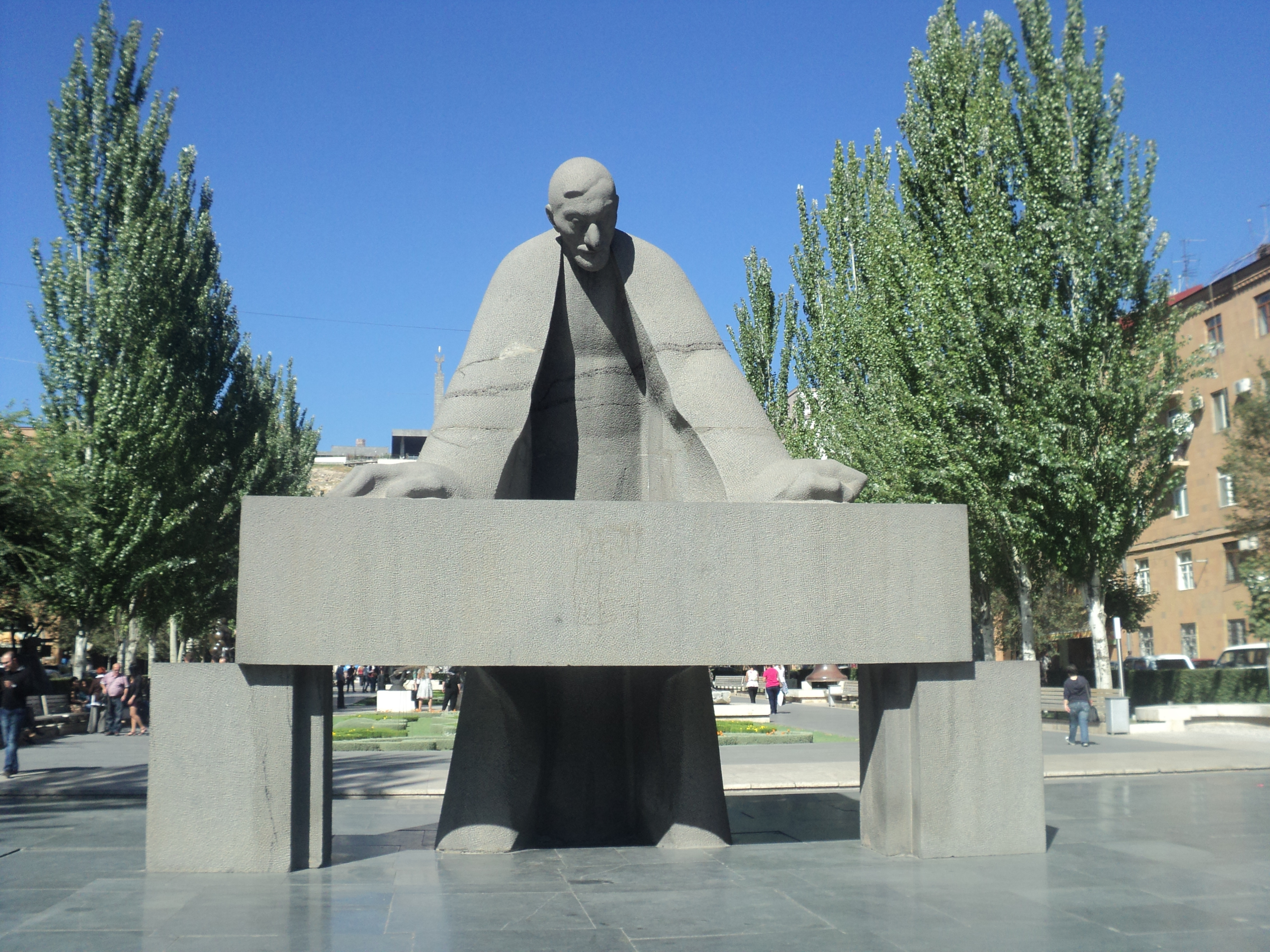
Пам'ятник Таманяну

На самому початку вулиці знаходиться пам'ятник архітектору Олександру Таманяну, виконаний в 1974 році за проектом скульптора А. Овсепяна і архітектора С. Петросяна. Олександр Таманян зображений, спираючись на довгий прямокутний кам'яний блок, який стоїть на двох невеликих блоках. За словами скульптора пам'ятника, «лівий камінь — це стара архітектура, правий — нова, а великий архітектор перекидає міст між цими двома періодами і з його допомогою створює новітню архітектуру і творить нашу столицю».
Уздовж вулиці розташовано сад «скульптури Гафесчяна» при Центрі мистецтв Гафесчяна. Закінчується вулиця сходами комплексу Каскаду.
Сад скульптур відкритий на вулиці у 2009 році. У ньому виставлені роботи багатьох відомих художників. Серед них кілька творів колумбійського художника Фернандо Ботеро: «Кішка», «Римський воїн» та «Жінка, яка курить сигарету».
На вулиці Таманяна також знаходиться «Музей російського мистецтва».
На вулиці розташовано безліч кафе, магазинів, барів, ресторанів і пабів.

## Галерея

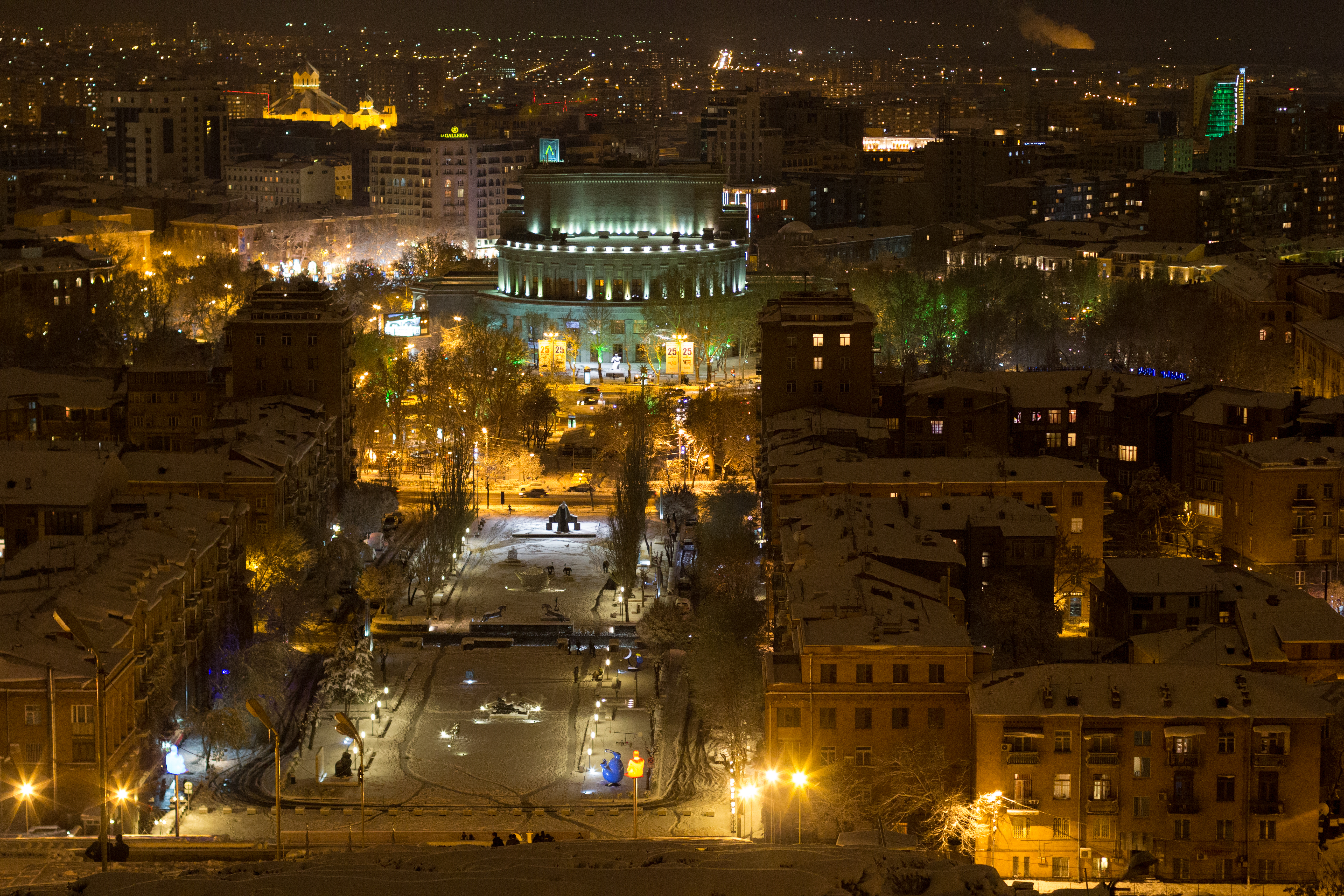
Вулиця Таманяна вночі
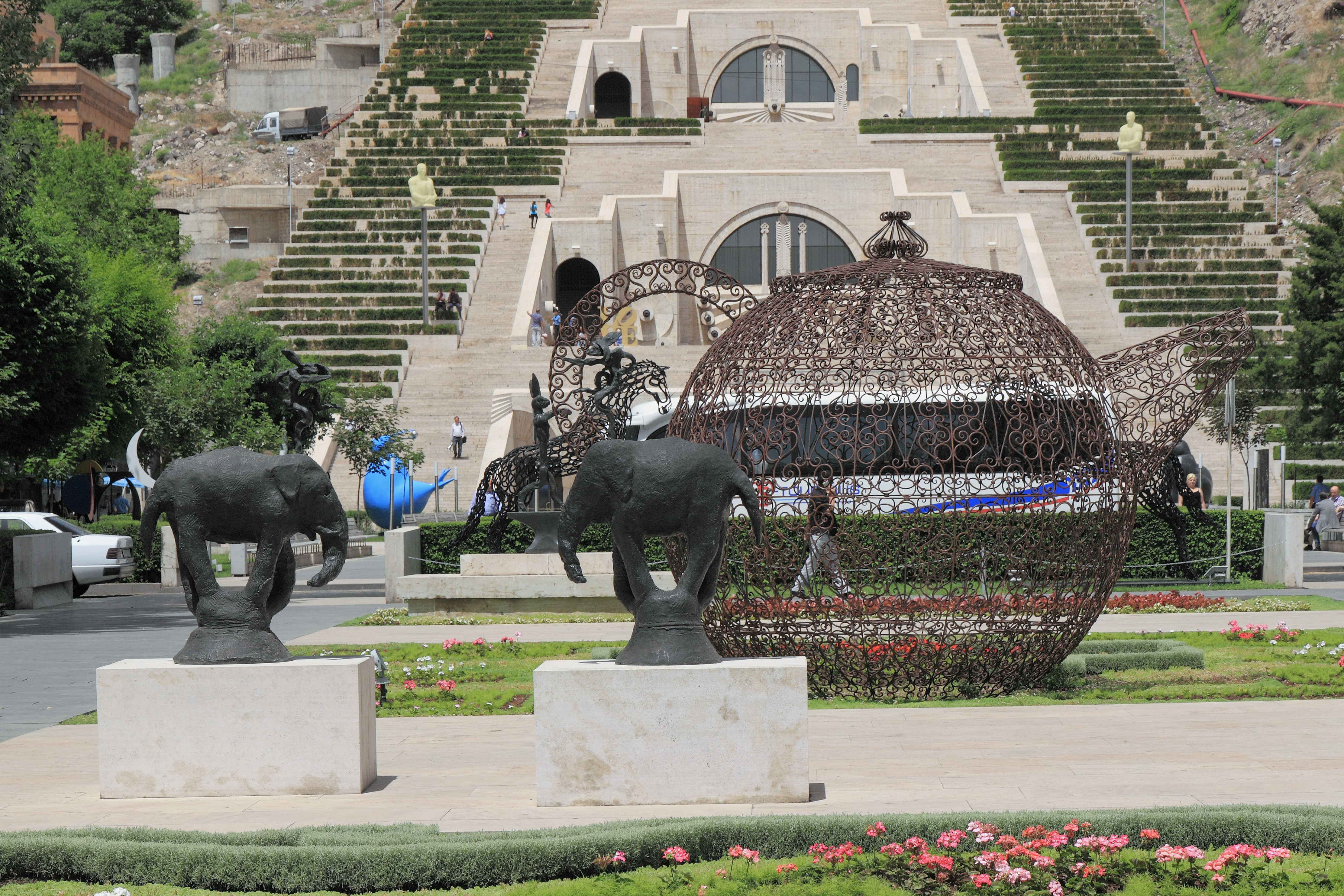
Роботи в саду скульптур
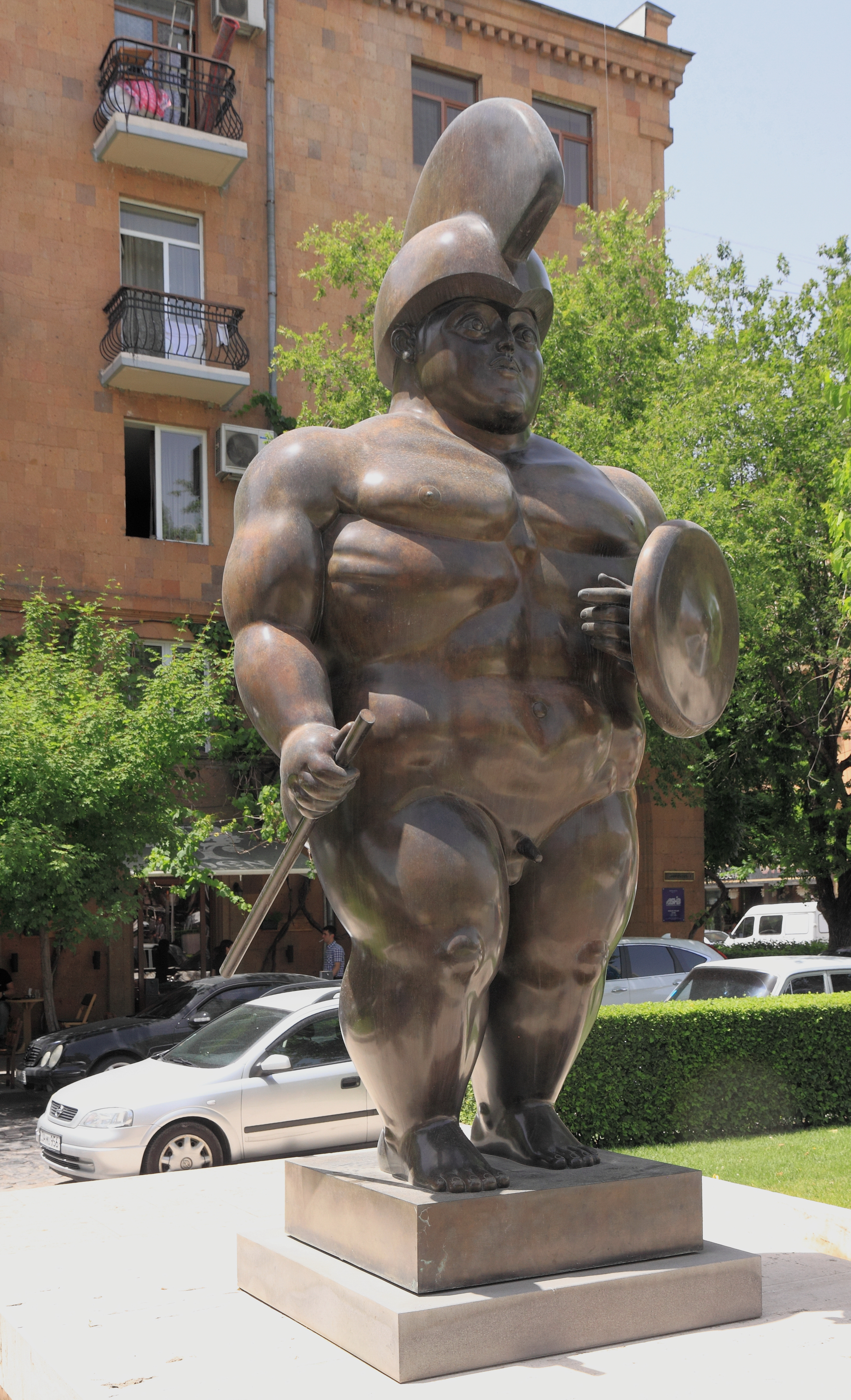
«Римський воїн» Ботеро
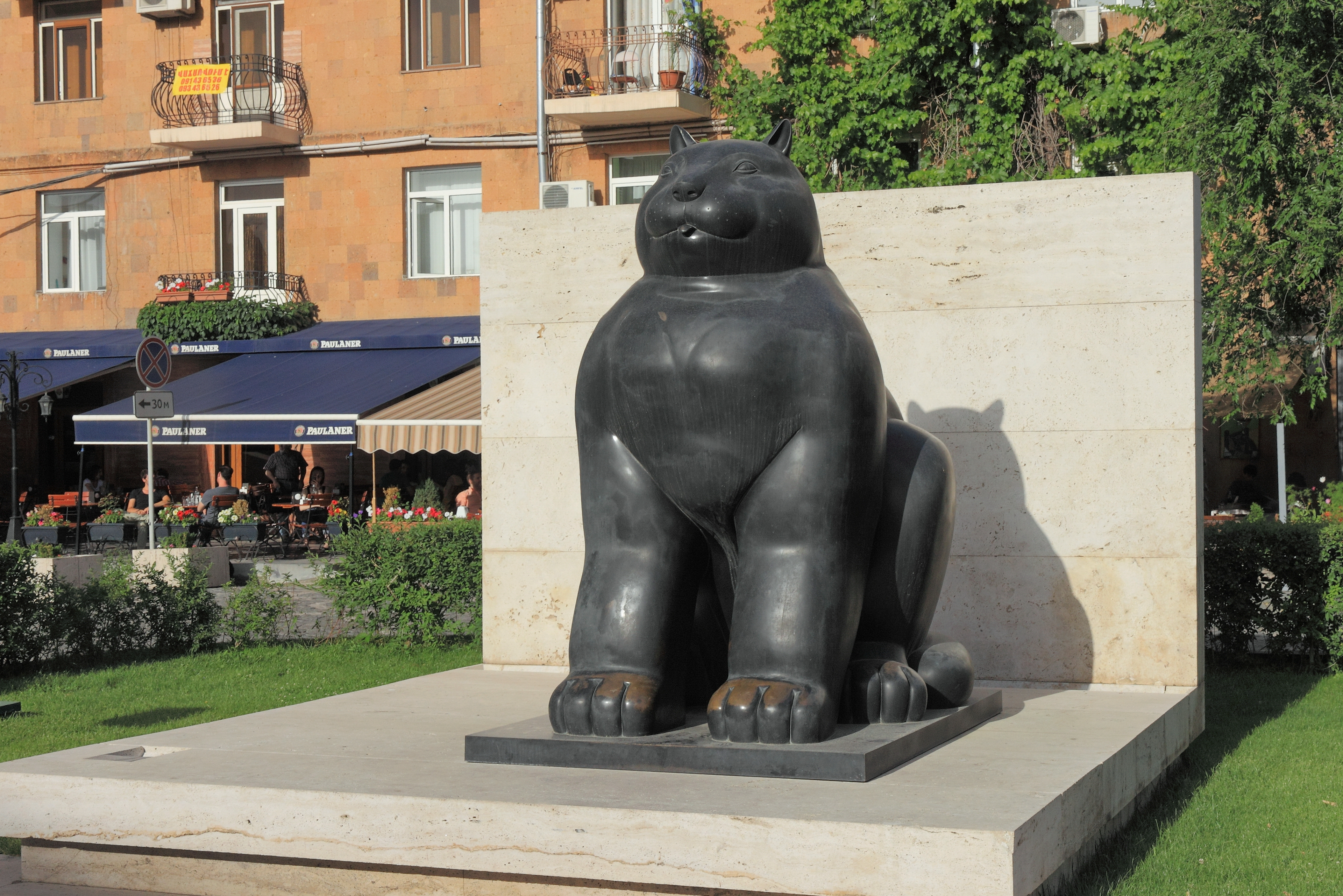
«Кішка» Ботеро
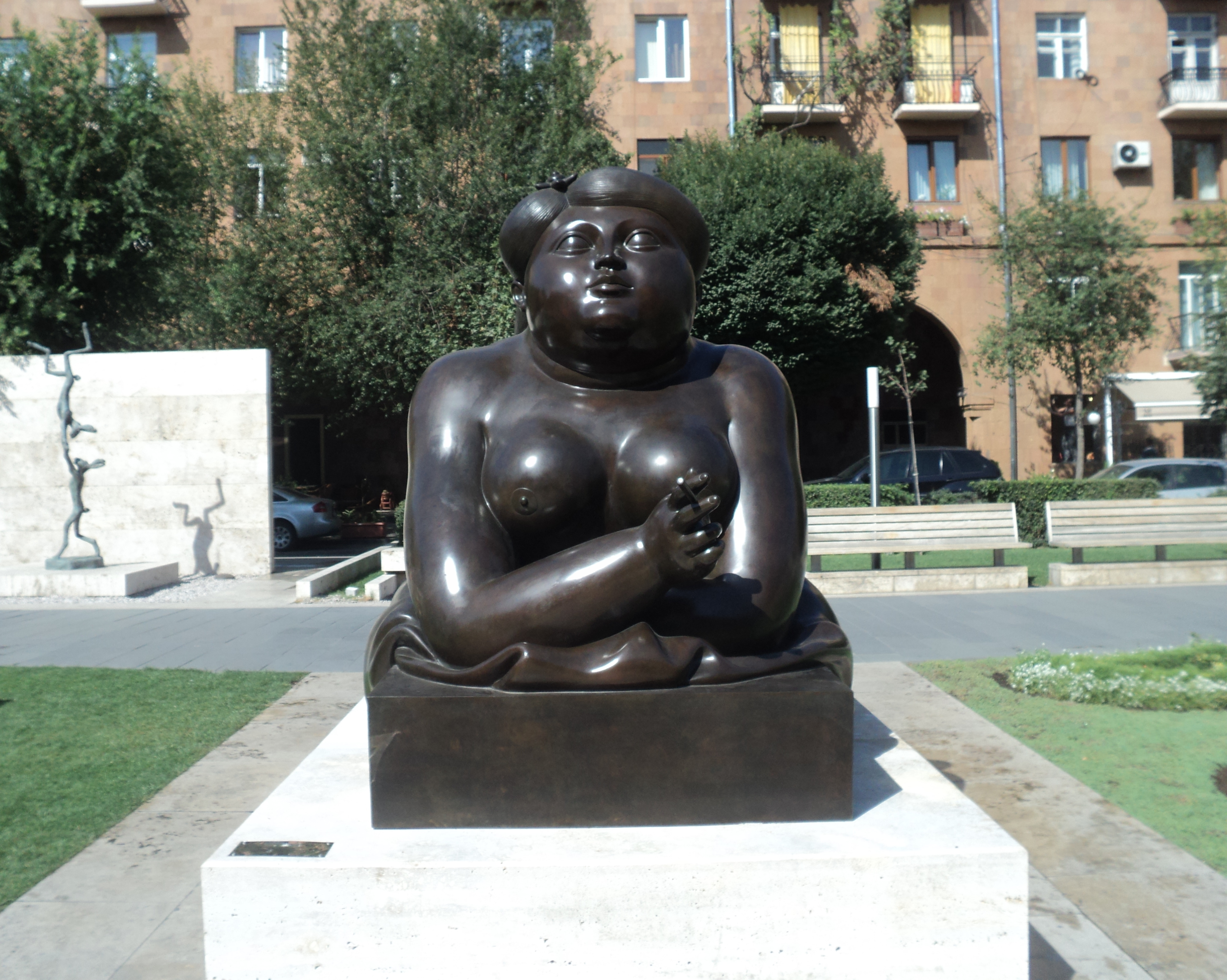
«Жінка, що курить» Ботеро